# Socialisme mélanésien
Le concept du socialisme mélanésien est une doctrine élaborée par Walter Lini, qui devint Premier ministre du Vanuatu (anciennes Nouvelles-Hébrides) lorsque son pays accéda à l'indépendance en 1980, et par Barak Sopé. La pensée socialiste de Sopé et Lini fut inspirée des expériences de Julius Nyerere en matière de socialisme africain en Tanzanie.

## Histoire
Barak Sopé, co-fondateur du Parti national des Nouvelles-Hébrides (devenu ensuite le Vanua'aku Pati) en 1971, « secrétaire-général et principal idéologue » du parti, est l'« un des principaux inspirateurs du socialisme mélanésien ». « Principal propagandiste » du socialisme mélanésien, Barak Sopé affirme en 1974 qu'il s'agit du rejet de l'individualisme, de la promotion du « développement en commun », fondé sur « les structures sociales [aurochtones] et la propriété collective des terres », empruntant à Julius Nyerere le terme de « communalisme ». Walter Lini définit ce communalisme comme le fait de donner la priorité à l'« intérêt général de la communauté » plutôt qu'aux intérêts privés, et comme l'adoption du principe que chacun devrait donner ce qu'il peut et recevoir ce dont il a besoin.
Selon Lini, le socialisme est éminemment compatible avec les sociétés et coutumes mélanésiennes, et notamment avec la valeur qui y est accordée au bien-être collectif (qui prime sur l'individu), et à la possession et au travail en commun des terres. L'influence de Nyerere est perceptible dans le sens où celui-ci insista sur les similarités entre le socialisme et les manières de vivre traditionnelles en Afrique.
Lini, un pasteur anglican, affirmait également que le socialisme est très similaire aux valeurs chrétiennes, et chercha à combiner ces deux éléments au sein d'un « mode de vie mélanésien » (Melanesian Way). Ce socialisme ne se concevait pas comme révolutionnaire, mais au contraire comme relevant pleinement du respect des traditions ni-vanuatu. Du fait de la « véritable osmose » entre le Vanua'aku Pati et les églises protestantes, le christianisme était au coeur de l'idéal du socialisme mélanésien.
Bien qu'il admirât Nyerere, et bien que son gouvernement ait cherché à se rapprocher de pays tels Cuba ou la Libye, Lini pensait que le socialisme ne devait pas nécessairement impliquer une alliance avec l'Union soviétique ni avec le bloc de l'Est. En effet, il souhaitait que le Vanuatu demeure un pays non-aligné, et qu'il établisse des relations plus étroites avec les autres nations mélanésiennes (telles la Papouasie-Nouvelle-Guinée et les Îles Salomon). En 1982, il exprima le souhait que s'établisse un jour une union fédérale de Mélanésie.
En Nouvelle-Calédonie, le principe de recherche d'une synthèse entre valeurs socialistes, chrétiennes et mélanésiennes est repris par Jean-Marie Tjibaou, lui-même un ancien prêtre catholique et un artisan du renouveau culturel et identitaire kanak dans les années 1980. Il fait du socialisme mélanésien la ligne politique principale de son parti, l'Union calédonienne (UC), à partir du congrès de Bourail de 1977. Il a reçu le soutien d'États mélanésiens souverains, et tout particulièrement du Vanuatu. Il s'agit donc de l'un des aspects du socialisme qui s'exprime au sein de la coalition indépendantiste du Front de libération nationale kanak et socialiste (FLNKS) créée en 1984, et qui s'oppose souvent au socialisme scientifique et laïc du Parti de libération kanak (Palika). Cette vision est également adoptée par la composante du front représentant les Wallisiens et Futuniens indépendantistes de Nouvelle-Calédonie, le Rassemblement démocratique océanien, qui estime pour sa part que les valeurs socialistes s'exprimeraient dans toutes les cultures traditionnelles océaniennes, aussi bien mélanésiennes que polynésiennes.

## Principes
D'après Eric Wittersheim, le socialisme mélanésien « était une mixture de valeurs mélanésiennes parfois idéalisées (consensus, égalitarisme) et d'une vision planifiée du développement basée sur l'agriculture et les coopératives. Montrant rapidement ses limites, elle a subi de nombreuses critiques, l'accusant notamment de n'être qu'un instrument de domination au service des nouvelles élites mélanésiennes. » Il s'appuie donc à la fois sur une vision traditionaliste, chrétienne, ruraliste, nationaliste et anticolonialiste du monde et des rapports sociaux, avec pour point central un mode de vie idéalisé (la Kastom vanuataise ou la « Coutume » kanak), voulu comme autosuffisant et égalitaire. Pour Alain Babadzian, le socialisme mélanésien « a un contenu [...] flou » et « consiste pour l'essentiel en une rhétorique antioccidentale et (vaguement) anticapitaliste faisant l'apologie du « communalisme » mélanésien comme mode d'organisation sociale et économique égalitaire devant servir de modèle à un développement équitable, sorte de troisième voie entre coutume et capitalisme. » Plus encore, il estime que le véritable point commun entre les mouvements de Walter Lini et de Jean-Marie Tjibaou est de porter « en profondeur la marque d'une vision du monde chrétienne : la définition de la modernité comme tentatrice et corruptrice, la nature profondément morale du « choix de valeurs » devant permettre de trier le bon grain de l'ivraie et d'opérer les justes choix politiques (et éthiques) entre « tradition » et « modernité », l'indépendance comme rédemption et parousie de la culture ». Mais ce « socialisme [...] n'est pas porteur d'un projet politique d'affranchissement des inégalités sociales : l'idée même d'une représentation de la société en termes de clivages socio-économiques, et a fortiori de classes sociales aux intérêts antagonistes, est absente du discours de Lini. »

## Application
Le Vanuatu nouvellement indépendant en 1980 conserve son statut de paradis fiscal et invite les capitaux étrangers. Marc Tabani estime que « la seule dimension du programme du Vanua'aku Pati qui pourrait apparaître vaguement socialiste » est la création d'un département de la planification nationale, rattaché au bureau du Premier ministre, Walter Lini. L'anthropologue Michael Howard en 1983 argue que le socialisme mélanésien n'est qu'une formule dont la visée est de promouvoir l'unité nationale ; qu'il ne conçoit aucune place pour la petite classe ouvrière du pays ; et que le Vanuatu de Walter Lini est l'un des États océaniens ressemblant le moins au socialisme d'après « des critères tels que la propriété étatique des institutions financières ou des moyens de production ».
Selon Marc Tabani, au Vanuatu dans les années 1980 (les années du gouvernement Lini) :
« l'idéologie du « Socialisme mélanésien » fut officiellement adoptée et mise au profit d'une dérive autocratique du pouvoir d'Etat et d'un « consensus mélanésien » tourné en une domination absolue du parti anglophone au gouvernement. Sous sa forme initiale ou dans sa version ultérieure, épurée de tout dogmatisme, le Socialisme mélanésien associé à l'idéologie traditionaliste officielle n'a cessé de revendiquer le fait que la démocratie se plie à l'identité nationale postulée, qu'elle s'adapte à ses règles « coutumières » : position sans cesse réaffirmée par l'usage convenu de la formule « one pipol, one nason, one kastom ». (« un peuple, une nation, une coutume »)

Le gouvernement Lini fait de moins en moins référence au socialisme après les élections de 1983 (les premières après l'indépendance), et la domination du parti prend fin à partir de 1988 avec la rupture entre Walter Lini et Barak Sopé, l'éclatement du Vanua'aku Pati en trois partis rivaux, la défaite du parti aux élections de 1991 et l'avènement d'un multipartisme instable fait de coalitions constamment changeantes. 
En 1993, l'anthropologue vanuatais Ralph Regenvanu, analysant la notion de socialisme mélanésien déjà disparue à cette date, écrit :
« Le discours du socialisme mélanésien a présidé à un modèle orthodoxe de changement national caractéristique du projet de « développement » du monde contemporain, dont une partie intégrale est la formation d'une nouvelle classe dirigeante dont la raison d'être exigeait la continuation des structures et des impératifs coloniaux ».

## Partis politiques
Les partis politiques de tendance socialiste mélanésienne ou océanienne sont aujourd'hui :
- au Vanuatu : le Vanua'aku Pati (VP) historiquement, ainsi que le Parti national unifié (NUP).
- en Nouvelle-Calédonie : l'Union calédonienne (UC) et le Rassemblement démocratique océanien (RDO).
- en Papouasie occidentale : l'Organisation pour une Papouasie libre (OPM).

## Sources
- Élise Huffer, Grands Hommes et Petites Îles : La Politique extérieure de Fidji, de Tonga et du Vanuatu, Paris : Orstom, 1993,  (ISBN 2-7099-1125-6)
- Donald Denoon & alii (éd.), The Cambridge History of the Pacific Islanders, Cambridge : Cambridge University Press, 1997,  (ISBN 0-521-00354-7)
- Tabani, Marc. 2000. Walter Lini, la coutume de Vanuatu et le Socialisme Mélanésien. Journal de la Société des Océanistes 111(2): 173-195
- Tabani, Marc. 2002. Les pouvoirs de la coutume à Vanuatu : traditionalisme et édification nationale. Paris : L’Harmattan, collection Connaissance des Hommes.
- Tabani Marc, 2024. Melanesian Socialism: Anthropology of a Post-colonial Illusion. In Al Wardi Sémir, Jean-Paul, Marc Tabani, Serge Tcherkézoff (Eds.), Pacific Way : 50 years on. Punaauia : Maison des Sciences de l’Homme du Pacifique, 70-95. https://cloud.ent.upf.pf/index.php/s/TP7bY6gegdrr7Fq